# Hannover 96
Hannover 96 er en tysk fodboldklub fra Hannover.

## Historie
Klubben blev grundlagt under navnet Hannoverscher FC 1896 i 1896. Fra starten var de væsentligste aktiviteter atletik og rugby, men allerede et par år senere var interessen for fodbolden steget så meget, at det blev hovedaktiviteten. I 1913 blev klubben slået sammen med en anden under det nuværende navn.
I 1930'erne blev klubben en overgang en af landets topklubber og vandt sit første tyske mesterskab i 1938 efter at have slået storfavoritten Schalke 04. Efter 2. verdenskrig havde de igen en stjernestund, da de vandt mesterskabet i 1954, men ved starten af Bundesligaen i 1963 var Hannover 96 ikke blandt de udvalgte klubber. Allerede året efter rykkede de dog op og forblev i bedste række til 1974, hvor de dog mest var placeret i nederste halvdel. Efter et par år, hvor det gik op og ned, endte de dog i 2. Bundesligaen næsten konstant i omkring tyve år.
I denne periode fik klubben et par gange alvorlige økonomiske problemer, men efter at have vundet den tyske pokalturnering i 1992 efter at have slået fem Bundesligaklubber, rettede økonomien sig. I 1996 rykkede Hannover ned i tredjebedste række, hvor de blev i to år, men i 2002 rykkede de op i Bundesligaen, hvor de har været siden.

## Resultater
- 1935: Finalist i kampen om det tyske mesterskab
- 1938: Tysk mester
- 1954: Tysk mester
- 1992: Tysk pokalmester

## Nuværende spillertrup
Opdateret 17. juni 2022
| 1  | Danmark  | Martin Hansen (MÅ)     |
| 3  | Sverige  | Niklas Hult (MI)       |
| 8  | Tyskland | Mike Frantz (MI)       |
| 9  | Tyskland | Hendrik Weydandt (AN)  |
| 10 | Tyskland | Sebastian Ernst (MI)   |
| 11 | Tyskland | Linton Maina (MI)      |
| 13 | Tyskland | Dominik Kaiser (MI)    |
| 14 | Tyskland | Maximilian Beier (AN)  |
| 15 | Tyskland | Cedric Teuchert (AN)   |
| 16 | Tyskland | Ron-Robert Zieler (MÅ) |
| 17 | Østrig   | Lukas Hinterseer (AN)  |
| 18 | Cameroun | Franck Evina (AN)      |
| 20 | Tyskland | Philipp Ochs (AN)      |
| 21 | Japan    | Sei Muroya (FO)        |
| 22 | Tyskland | Sebastian Stolze (AN)  |

| 23 | Slovenien | Luka Krajnc (FO)         |
| 24 | Tunesien  | Marc Lamti (FO)          |
| 25 | Tyskland  | Jannik Dehm (FO)         |
| 26 | Tyskland  | Jan-Erik Eichhorn (MI)   |
| 27 | Tyskland  | Tim Walbrecht (MI)       |
| 28 | Østtimor  | Marcel Franke (MI)       |
| 29 | Cameroun  | Gael Ondoua (MI)         |
| 30 | Tyskland  | Marlon Sündermann (MÅ)   |
| 31 | Tyskland  | Grace Bokake-Bolufe (AN) |
| 32 | Tyskland  | Julian Börner (FO)       |
| 33 | Guinea    | Moussa Doumbouya (AN)    |
| 35 | Holland   | Mark Diemers (MI)        |
| 37 | Tyskland  | Sebastian Kerk (MI)      |
| 38 | Tyskland  | Mick Gudra (AN)          |
| 40 | Tyskland  | Lawrence Ennali (AN)     |

## Kendte spillere fra Hannover 96
- / Gerald Asamoah (1994-1999) – 40 landskampe for Tyskland
- Sebastian Kehl (1997-2000) – 28 landskampe
- / Thomas Christiansen (2003- ) – 2 landskampe for Spanien
- Michael Tarnat (2004- ) – 19 landskampe
- Robert Enke (2004-2009)

## Danske spillere
- Peter Dahl – 8 landskampe
- Kaj Poulsen – 5 landskampe
- Michael Schjønberg (1990-1994) – 44 landskampe
- Jonas Troest (2006-2007) – U21 landsholdsspiller
- Leon Andreasen – 16 landskampe
- Uffe Bech – 3 landskampe

## Andre sportsgrene
Hannover 96 har desuden afdelinger for kvindefodbold, bordtennis, badminton, triathlon, tennis og atletik.